# Райстінг
Райстінг (нім. Raisting) — громада в Німеччині, розташована в землі Баварія. Підпорядковується адміністративному округу Верхня Баварія. Входить до складу району Вайльгайм-Шонгау. 
Площа — 21,98 км2. Населення становить 2290 ос. (станом на 31 грудня 2020).